# Condado de Lancaster (Nebraska)
O Condado de Lancaster (em inglês:  Lancaster County) é um dos 93 condados do estado norte-americano do Nebraska. A sede e maior cidade do condado é Lincoln, que também é a capital do estado. Foi fundado em 1859.
O condado possui uma área de 2 192 km², dos quais 2 169 km² estão cobertos por terra e 23 km² por água, uma população de 285 407 habitantes, e uma densidade populacional de 131,6 hab/km² (segundo o censo nacional de 2010). É o segundo condado mais populoso do Nebraska.